# Brustwarze

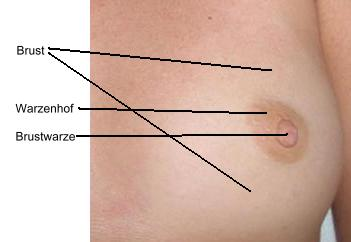
Menschliche weibliche Brust

Brustwarze (auch Mamille, lateinisch Mamilla, das ist das Diminutiv von lateinisch mamma „weibliche Brust“; die lateinische anatomische Bezeichnung ist Papilla mammae) ist bei den Primaten die Mündung der Milchdrüsen. Die Brustwarze (abgeleitet vom Wort „Warze“) entspricht der Zitze aller anderen Säugetiere.

## Terminologie
Jede Brustdrüse, lateinisch Glandula mammaria, hat eine Brustwarze oder Mamille (lateinisch Mammilla; wörtliche Übersetzung: kleine Brust; genannt auch Papilla mammae).
Die Brustdrüse darf nicht mit einer Milchdrüse (Glandula lactifera) verwechselt werden. Die weibliche Brust darf nicht mit der Brustwarze verwechselt werden; die beiden altgriechischen Wörter Mastos (μαστός) und Thele (ϑηλη) bedeuten aber sowohl die Mutterbrust wie auch die Brustwarze. Das Saugen an der Mutterbrust (nicht nur beim Stillen) heißt Thelasis oder auch Thelasmus. Die Erektion der Brustwarze (durch Kontraktion der Muskelfasern) heißt Thelerethismus oder Thelotismus.
Die Mamillarlinie (Linea mammillaris) ist eine senkrecht durch eine Brustwarze verlaufende anatomische Hilfslinie. Dabei wird die Brustwarzenmitte als Thelion bezeichnet. Die horizontale Verbindungslinie beider Thelia ist ein Teil der Oberweite (Brustkorbumfang, Brustumfang). Der Brustwarzenhof heißt Areola mammae.
Die Entzündung der Brustwarze heißt Thelitis oder Mamillitis. Die Entzündung einer Brustdrüse heißt Mastitis ebenso wie die Entzündung einer Milchdrüse, oder auch Mastadenitis. Die Entzündung des Warzenfortsatzes heißt Mastoiditis. Eine Blutung aus den weiblichen Brüsten nennt man Mastorrhagie; die Brustwarzenblutung heißt Thelorrhagie. Die chirurgische Brustamputation heißt Ablatio mammae oder Mastektomie; die operative Entfernung der Brustwarze heißt Mamillenresektion. Eine zusätzliche (überzählige) Mamille heißt Mamilla accessoria, Polythelie oder Hyperthelie; das Gegenwort ist Athelie.
Brustschmerzen sind Thoraxschmerzen. Brustdrüsenschmerzen heißen Mastodynie oder Mastopathie; Brustwarzenschmerzen nennt man Thelalgie. Einen Brustwarzenkrampf bezeichnet man als Thelospasmus. Den krankhaften Flüssigkeitsaustritt aus einer Mamille nennt man (wie auch den Scheidenausfluss, Fluor vaginalis) Ausfluss oder Fluor.
Der Beginn der Brustentwicklung mit der Knospenbrust (mit jeweils einer Brustknospe) heißt fachsprachlich Thelarche; die vorzeitige Thelarche ist die prämature Thelarche.
Der englische Fachausdruck nipple wird umgangssprachlich oft zum „Nippel“ eingedeutscht. Die Bezeichnung der Brustwarze als Nippel gilt jedoch als „salopp“ oder wird gar nicht erwähnt.
Der Processus mastoideus (Warzenfortsatz) heißt im Deutschen und Lateinischen so, weil er wie eine Brustwarze aussieht. Wegen ihrer Form wird eine Pflanzengattung aus der Familie der Kakteengewächse als Mammillaria bezeichnet; wegen ihrer Funktion bezeichnet man die Säugetiere als Mammalia.

## Anatomie

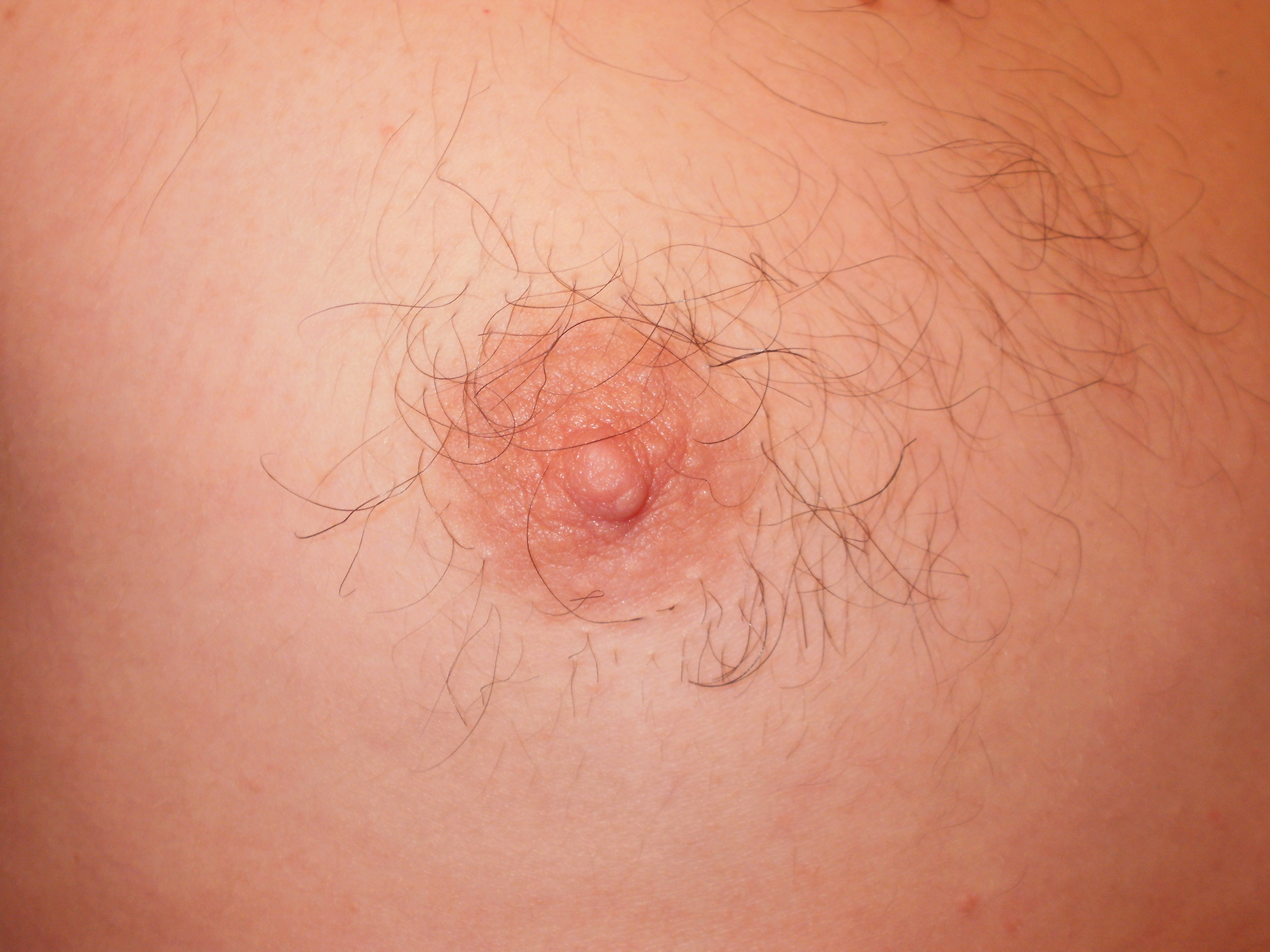
Männliche Brustwarze

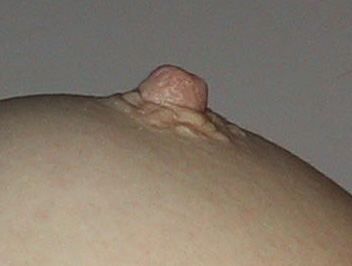
Erigierte weibliche Brustwarze

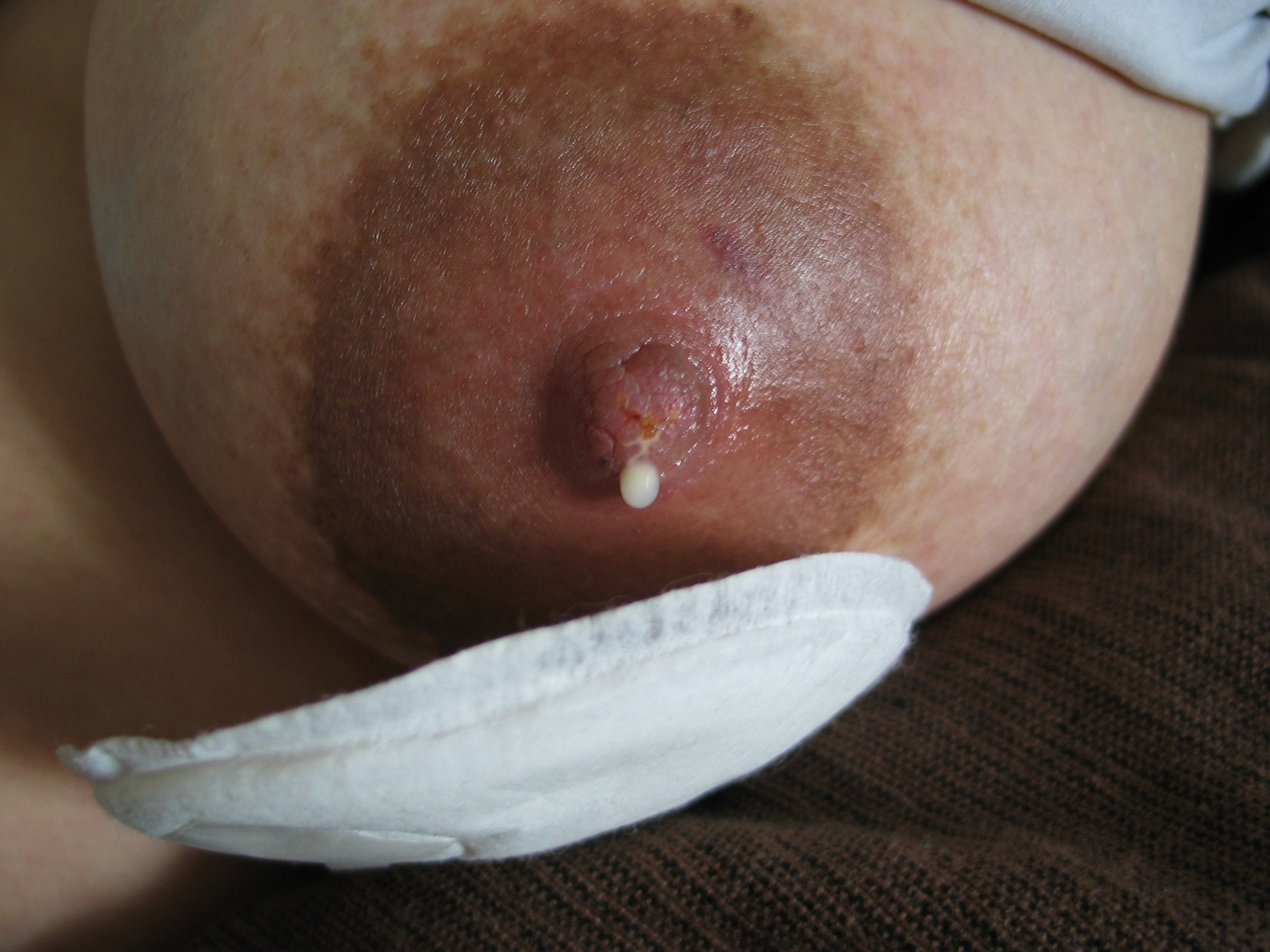
Eine milchabsondernde Brustwarze

Die Brustdrüsen (Mammae) sind die etwa 15 bis 20 Milchdrüsen, welche in jeder menschlichen Brust angelegt sind. Sie bilden die Voraussetzung zur Bildung von Milch und enden mit ihren 12 bis 15 Milchgängen (Ductus lactiferi) in der Brustwarze. Die Drüsen sind eingebettet in Fettgewebe und produzieren ausgelöst durch den während der Schwangerschaft erhöhten Hormonspiegel des Prolaktins die Muttermilch. Sie bilden sich in der Pubertät (Thelarche) durch hormonellen Einfluss aus dem Talgdrüsengewebe und bilden sich nach den Wechseljahren wieder etwas zurück. Weibliche sowie männliche Brustwarzen können unterschiedliche Größen, Formen und Farben haben. Die Brustwarzen erwachsener Frauen haben einen Durchmesser und eine Länge von jeweils etwa einem Zentimeter.
Brustwarzen entwickeln sich bereits in einer frühen Phase der embryonalen Entwicklung. Die Brustwarze ist ein wenig nach oben außen gerichtet. Sie hat bei Männern jedoch, außer ihrer (bei beiden Geschlechtern gleichen) Funktion als individuell teils sehr erogene Zone, keine weitere Funktion. Es wird jedoch immer wieder davon berichtet, dass in Einzelfällen auch Männer zum Stillen fähig gewesen sein sollen. So berichtete Alexander von Humboldt 1799 von einem venezolanischen Bauern, der sein Kind nach dem Tod seiner Frau monatelang gestillt habe. Durch Hormonzugabe kann diese Fähigkeit heute künstlich ausgelöst werden. Charles Darwin spekulierte in seinem Werk Die Entstehung der Arten, dass bei frühen Säugetieren beide Eltern stillen konnten. Dies konnte jedoch weder bewiesen noch widerlegt werden.
Die Brustwarze ist von einem pigmentierten Warzenhof (Areola) umgeben, in dem zahlreiche Talg- und Duftdrüsen enden. Sie reagiert sehr stark auf Reizung durch Berührung oder Kälte und gilt daher auch als erogene Zone. Die starke Reizbarkeit ermöglicht eine bessere Auffindbarkeit durch den Säugling beim Stillen, da sie sich als Reaktion aufrichtet. Diese Aufrichtung (Erektion) der Brustwarze wird nicht durch erektiles Gewebe verursacht, sondern durch eine Kontraktion der glatten Muskulatur, die durch das autonome Nervensystem gesteuert wird. Sie hat mehr Ähnlichkeit mit der Aufrichtung von Haarfollikeln als mit einer Erektion der Genitalien; sie wird durch den gleichen Reflex des Haarbalgmuskels hervorgerufen, der auch Gänsehaut verursacht. Eine Brustwarzenerektion kann sowohl bei Männern als auch bei Frauen eine Reaktion auf einen Kältereiz bzw. eine Berührung sein. Sie kann aber auch durch sexuelle Erregung (bei beiden Geschlechtern) sowie beim Stillen eines Säuglings auftreten. In beiden Fällen wird die Erektion durch die Freisetzung von Oxytocin verursacht.

## Anatomische Besonderheiten

### Schlupfwarzen

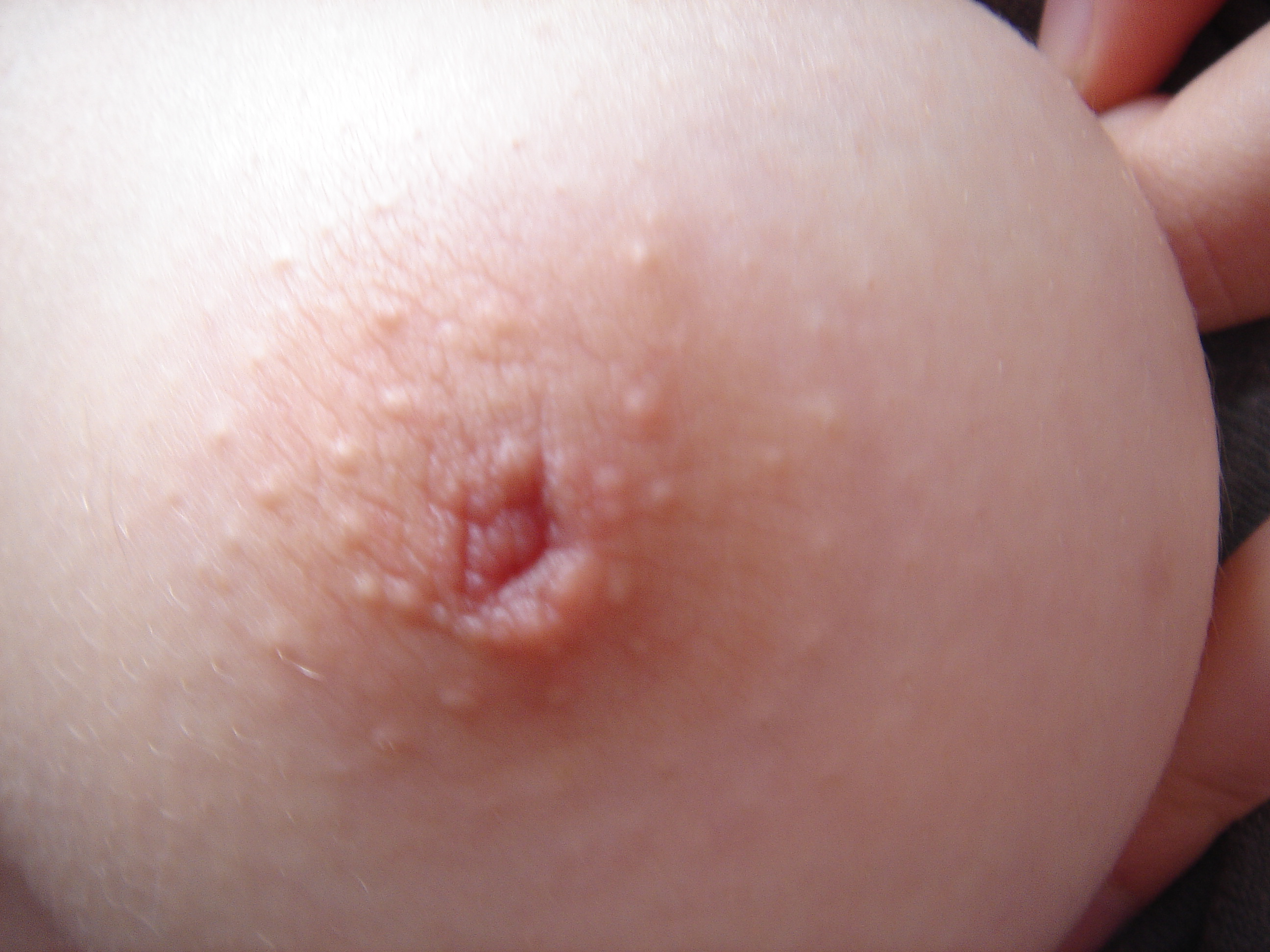
Eine nach innen gerichtete Brustwarze, sogenannte Schlupfwarze

Bei einigen Menschen ragt die Brustwarze nicht nach außen, sondern ist nach innen gestülpt. Dies kann für eine oder auch für beide Brustwarzen gelten. Dauerhaft oder zeitweise nach innen gerichtete Brustwarzen werden auch Schlupf- oder Hohlwarzen genannt. Schlupfwarzen können beim Stillen Probleme bereiten, stellen ansonsten jedoch ausschließlich eine anatomische Besonderheit dar.

### Überzählige oder fehlende Brustwarzen
Als Fehlbildung (hier ein Atavismus) können entlang der phylogenetischen Milchleiste von den Achseln bis in die Leistenregion weitere überzählige Brustwarzen (auch akzessorische Brustwarzen genannt) auftreten. Dies bezeichnet man als Polythelie. Das Fehlen einer oder mehrerer Brustwarzen bezeichnet man hingegen als Athelie.

## Soziokulturelle Aspekte

### Brustwarzenpiercing
Bei einem Brustwarzenpiercing wird die Brustwarze üblicherweise horizontal durchstochen; vertikal oder diagonal angebrachte Brustwarzenpiercings sind ebenfalls möglich, wenn auch deutlich weniger verbreitet.

### Brustwarzen als erotischer Reiz
In der Aktfotografie kann man häufig beobachten, dass die Modelle auf den Fotos erigierte Brustwarzen haben. In der Werbefotografie wird dabei oft mit Eiswürfeln, Kaltluftgebläsen oder Kältespray „nachgeholfen“, da eine Erektion auch bei einem Kältereiz auftritt. Eine Vereisung kann jedoch zu Nerven- und Gewebeschäden führen.